# Alexander-Polynom
Das Alexander-Polynom ist in der Knotentheorie eine Invariante eines Knoten. Das Polynom wurde von dem Topologen James Alexander 1928 entdeckt und ist das erste Knotenpolynom.

## Definition
Für den Knoten K in der 3-Sphäre betrachtet man die unendliche zyklische Überlagerung X des Knotenkomplements. (Dieses kann man konstruieren, indem man das Knotenkomplement entlang einer Seifert-Fläche aufschneidet und abzählbar viele Kopien der so entstandenen Mannigfaltigkeit zyklisch entlang der Schnittstellen miteinander verklebt.) Die Decktransformationsgruppe dieser Überlagerung ist zyklisch, sei {\displaystyle t} ihr Erzeuger. Der {\displaystyle \mathbb {Z} [t,t^{-1}]}-Modul {\displaystyle H_{1}X} heißt Alexander-Modul. Der Alexander-Modul ist endlich präsentiert, jede Präsentationsmatrix heißt Alexander-Matrix. Das Alexander-Ideal in {\displaystyle \mathbb {Z} [t,t^{-1}]} ist das von den {\displaystyle r\times r}-Minoren dieser Matrix erzeugte Ideal, wobei {\displaystyle r} die Anzahl der Erzeuger der Präsentation ist. (Man kann zeigen, dass das Alexander-Ideal unabhängig von der gewählten Präsentation ist und nur vom Knoten abhängt.) Alexander bewies, dass das Alexander-Ideal ein Hauptideal ist. Das Alexander-Polynom {\displaystyle \Delta _{K}(t)} ist definiert als Erzeuger des Alexander-Ideals (und ist damit nur bis auf Multiplikation mit {\displaystyle \pm t^{n}} eindeutig festgelegt).

## Berechnung
John Horton Conway zeigte 1969, dass sich das Alexander-Polynom  {\displaystyle \Delta } mit Hilfe von zwei Regeln berechnen lässt:
- {\displaystyle \Delta (O)=1}

für jede Projektion {\displaystyle O}  des trivialen Knotens, und
- {\displaystyle \Delta (L_{+})-\Delta (L_{-})+(t^{-{\frac {1}{2}}}-t^{\frac {1}{2}})\Delta (L_{0})=0},

wobei {\displaystyle L_{+}}, {\displaystyle L_{-}}, and {\displaystyle L_{0}} orientierte Linkdiagramme sind, die sich innerhalb eines kleinen Gebietes wie im Bild unten unterscheiden und außerhalb dieses Gebietes identisch sind.
Dies liefert insbesondere eine Normierung des eigentlich nur bis auf Multiplikation mit {\displaystyle \pm t^{n}} bestimmten Alexander-Polynoms. Eng mit dieser Normierung zusammen hängt das Alexander-Conway-Polynom oder Conway-Polynom, welches durch die Relationen
- {\displaystyle \nabla (O)=1}
- {\displaystyle \nabla (L_{+})-\nabla (L_{-})=z\nabla (L_{0})}

definiert wird und mit dem wie eben normierten Alexander-Polynom über die Gleichung {\displaystyle \Delta _{L}(t^{2})=\nabla _{L}(t-t^{-1})} zusammenhängt.  
Das Alexander-Polynom lässt sich auch durch die Seifert-Matrix V bestimmen: {\displaystyle \Delta _{K}(t)=\det(V-tV^{*})}.
Das Alexander-Polynom ist symmetrisch in {\displaystyle t} und {\displaystyle t^{-1}}. Man hat {\displaystyle \Delta _{K}(1)=\pm 1}.

## Beispiele und Anwendungen
Der Grad des Alexander-Polynoms liefert eine untere Schranke für {\displaystyle 2g}, wobei {\displaystyle g} das Geschlecht einer beliebigen Seifert-Fläche ist. (Dies folgt unmittelbar aus der Berechnung des Alexander-Polynoms über die Seifert-Matrix, weil diese eine {\displaystyle 2g\times 2g}-Matrix ist.)
Beispiel: Das Alexander-Polynom des Kleeblattknotens ist {\displaystyle \Delta (t)=t-1+t^{-1}\,}.
Der Kleeblattknoten besitzt eine Seifert-Fläche mit Geschlecht 1 und der Grad seines Alexander-Polynoms ist 2.
Wenn ein Knoten ein alternierendes Knotendiagramm besitzt, dann ist der Grad des Alexanderpolynoms {\displaystyle 2g} (Satz von Crowell-Murasugi).
Wenn das Knotenkomplement eine Faserung über dem Kreis mit einer Seifert-Fläche als Faser zulässt (man spricht dann von gefaserten Knoten), dann ist der Grad des Alexander-Polynoms {\displaystyle \Delta _{K}(t)} exakt {\displaystyle 2g}. Weiterhin muss {\displaystyle \Delta _{K}(t)} dann monisch sein, d. h. die Koeffizienten des höchsten und niedrigsten Terms sind 1 oder −1. Tatsächlich ist das Alexander-Polynom in diesem Fall gerade das charakteristische Polynom für die Wirkung der Monodromie der Faserung auf der 1. Homologie der Seifert-Fläche.
Das Alexander-Polynom eines Scheibenknotens ist stets von der Form {\displaystyle \Delta _{K}(t)=P(t)P(t^{-1})} für ein ganzzahliges Laurent-Polynom {\displaystyle P} (Satz von Fox-Milnor).

## Verallgemeinerungen
Das HOMFLY-Polynom {\displaystyle P(a,z)} verallgemeinert neben anderen Knoten-Polynomen auch das Alexander-Polynom: es gilt
{\displaystyle P(1,z)=\Delta _{K}(z)}.
Das Alexander-Polynom ist die Euler-Charakteristik einer bigraduierten Homologietheorie.